# Moneses
Moneses is een geslacht van kruidachtige planten uit de heidefamilie (Ericaceae). De botanische naam Moneses is afgeleid van de Oudgriekse woorden μόνος, monos = een, enkel en 'hesis' = verheuging, dus enkel blijdschap.
In het Cronquist-systeem (1981) maakte het geslacht onderdeel uit van de wintergroenfamilie (Pyrolaceae), maar tegenwoordig worden deze kleine satellietfamilies ingevoegd in de fors vergrote heidefamilie.
Het geslacht kent vermoedelijk slechts een enkele soort, al is er wat discussie of diverse ondersoorten als aparte soort gezien dienen te worden.
- eenbloemig wintergroen (Moneses uniflora)